# William Young (compositeur)
Pour les articles homonymes, voir William Young et Young.
William Young est un compositeur baroque et gambiste anglais né en 1610 et mort en 1662. Il se place au service de l'archiduc Ferdinand-Charles d'Autriche, mélomane et amateur d'opéra, à la cour d'Innsbruck.

## Biographie
Le 23 avril 1662, William Young meurt, la même année que Ferdinand-Charles d'Autriche.

## Discographie
Compilations
- Paladio Music PMR0034 (2013, enregistré en 2003)